# Municipio de West Hope
El municipio de West Hope (en inglés: West Hope Township) es un municipio ubicado en el condado de Cavalier en el estado estadounidense de Dakota del Norte. En el año 2010 tenía una población de 45 habitantes y una densidad poblacional de 0,39 personas por km².

## Geografía
El municipio de West Hope se encuentra ubicado en las coordenadas 48°56′32″N 98°16′39″O / 48.94222, -98.27750. Según la Oficina del Censo de los Estados Unidos, el municipio tiene una superficie total de 116.51 km², de la cual 114,97 km² corresponden a tierra firme y (1,31 %) 1,53 km² es agua.

## Demografía
Según el censo de 2010, había 45 personas residiendo en el municipio de West Hope. La densidad de población era de 0,39 hab./km². De los 45 habitantes, el municipio de West Hope estaba compuesto por el 100 % blancos. Del total de la población el 0 % eran hispanos o latinos de cualquier raza.